# Relaciones Alemania-Grecia
Grecia tiene una embajada en Berlín y cinco consulados generales en Hamburgo, Múnich, Düsseldorf, Stuttgart y Frankfurt. Alemania tiene una embajada en Atenas y un consulado general en Salónica. Alemania y Grecia son miembros de pleno derecho de la Organización para la Seguridad y la Cooperación en Europa, de la Organización para la Cooperación y el Desarrollo Económico, de la OTAN, de la Unión Europea y de la Eurozona .
Alemania era bastante popular en Grecia antes de la crisis de la deuda pública griega ; En 2005, el 78,5% de los griegos tenía una opinión positiva de Alemania. En 2010, el 29% compartía esa opinión. Hoy, la imagen de Alemania en Grecia se ha recuperado y mejorado significativamente. En 2012, el 49% de los griegos tenía una opinión muy desfavorable de Alemania, pero en 2021 esta cifra se redujo al 29%. La canciller alemana, Angela Merkel, fue vista de manera muy negativa por el 76% de los griegos en 2012. En 2021, era el 45%.

## Historia

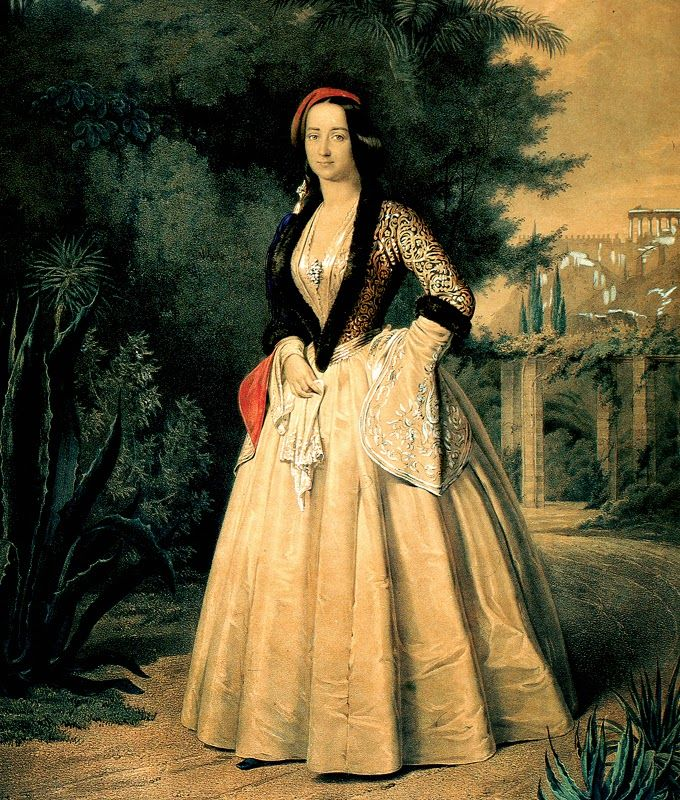
Amalia de Oldenburg con el vestido de Amalia

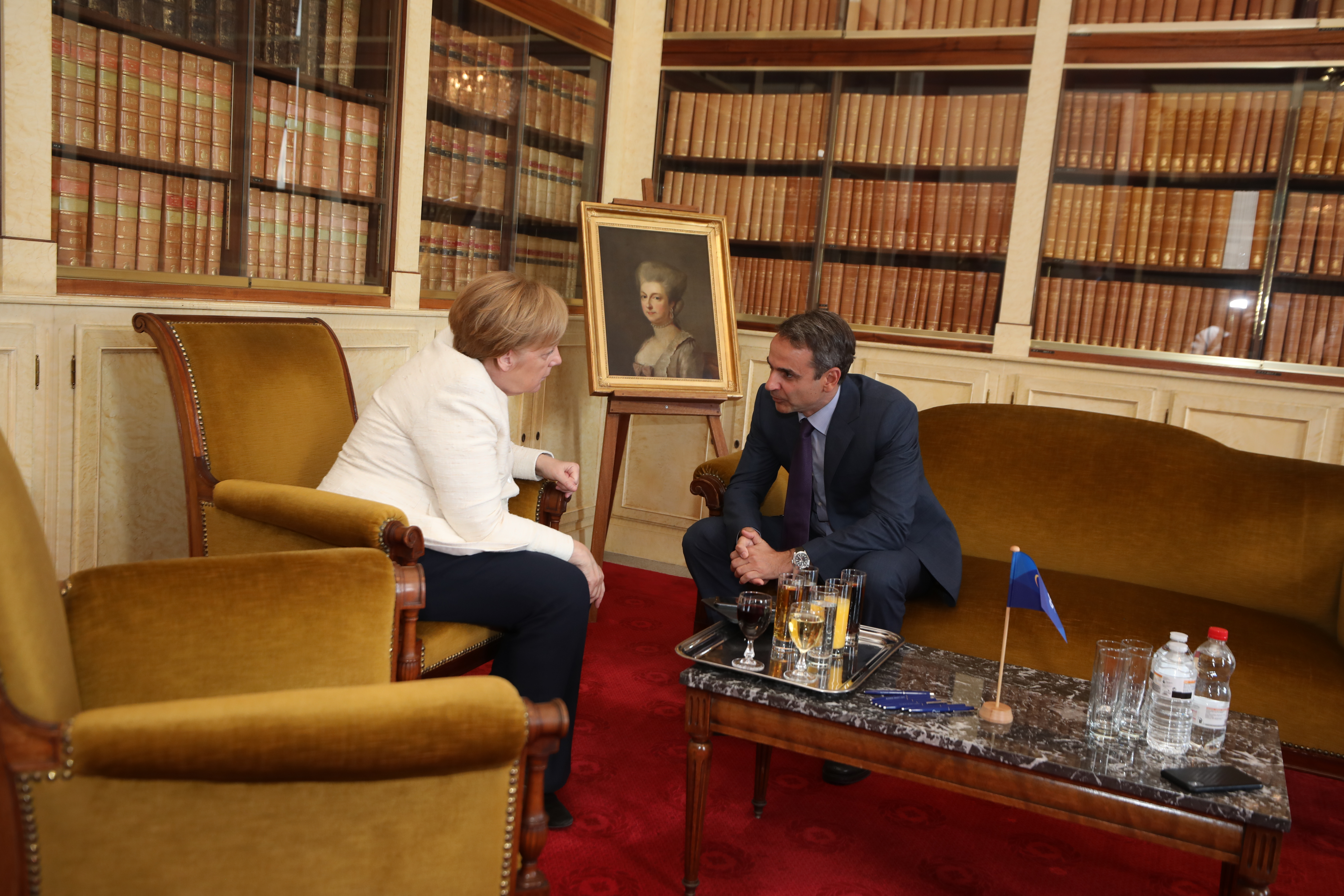
Angela Merkel y Kyriakos Mitsotakis durante una reunión del PPE, 2019

Las relaciones diplomáticas entre griegos bizantinos y alemanes se remontan a la Edad Media y al Imperio Bizantino.
El primer rey de la Grecia independiente, Otón I, era de ascendencia alemana, y muchos bávaros vinieron y se establecieron en el nuevo estado, mientras que su padre, Luis I de Baviera, había ayudado financiera y políticamente a los griegos durante su Guerra de Independencia y después de la entronización de su hijo.
Grecia y Prusia establecieron relaciones diplomáticas en 1834, el mismo año en que ambos países intercambiaron embajadas.
Los dos países fueron enemigos durante ambas Guerras Mundiales, y Alemania participó en la ocupación del Eje de Grecia durante la Segunda Guerra Mundial. La cuestión de las reparaciones por los crímenes de guerra alemanes y el préstamo forzoso durante la ocupación sigue sin resolverse.
Hay una comunidad griega de 300.000 personas viviendo en Alemania, la mayoría de ellos llegaron durante los años 1960 y 1970.
Las dos naciones disfrutaron de excelentes relaciones entre 1950 y 2010, siendo Alemania la nación con más turistas que visitaron Grecia durante las décadas de 1970, 1980, 1990 y 2000  y el país europeo que recibió más inmigrantes griegos, principalmente en la década de 1950. y 1960. Además, Grecia apoyó la reunificación alemana durante la década de 1980 y los dos países cooperaron en muchos sectores (cultural, tecnológico, militar, etc.) dentro del espectro de la UE.
En 1999, el ministro de Asuntos Exteriores griego, Theodoros Pangalos, provocó una crisis diplomática cuando afirmó que "Alemania es políticamente un enano"  y luego pidió disculpas.
Sin embargo, las relaciones se tensaron gravemente durante la crisis de deuda soberana europea entre las naciones. Aunque muchos medios de comunicación de ambos países intentaron dañar las relaciones mediante reportajes polémicos, hubo una iniciativa para contrarrestarlo. La más conocida es la fundación de la organización juvenil germano-griega (Deutsch-griechisches Jugendwerk).
En general, las relaciones entre Alemania y Grecia se consideran equilibradas y a nivel europeo los países trabajan bien juntos. Alemania ha apoyado a Grecia en su disputa con Turquía, pero no tanto como otros países como Francia. El ministro alemán Heiko Maas ha dicho : "[...]Alemania y toda la Unión Europea apoyan a Grecia con firme solidaridad". Alemania limitó las ventas de armas a Turquía, pero excluyó el equipamiento marítimo. Alemania también dudó cuando la UE quiso imponer sanciones a Turquía, pero ha dicho que la sanción es una opción y que la provocación de Turquía es inaceptable. Cabe mencionar que Alemania ya ha proporcionado a Grecia 4 submarinos U-214 que Grecia no desea vender, tampoco a Turquía.

## Comunidad Alemana de Grecia
El Instituto Arqueológico Alemán de Atenas abrió sus puertas en 1874 y la Escuela Alemana de Atenas en 1896.

## Lista de tratados bilaterales
- Acuerdo cultural bilateral, 17 de mayo de 1956
- Tratado de residencia y envío, 2 de septiembre de 1961, que también aborda cuestiones de reclutamiento militar para personas con doble nacionalidad.
- Convenio para evitar la doble imposición, 18 de abril de 1966

Después de 1981, la mayoría de los acuerdos se hicieron a través de la Unión Europea .

## Lista de visitas bilaterales recientes
- Abril de 2000: visita del presidente de Alemania, Johannes Rau
- 22 de enero de 2004: visita del Ministro griego de Asuntos Exteriores, George Papandreou
- 3 de diciembre de 2004: visita del Ministro griego de Asuntos Exteriores, Petros Molyviatis
- 15 y 16 de febrero de 2006: visita del Primer Ministro griego Kostas Karamanlis y la ministra de Asuntos Exteriores griega Dora Bakoyannis
- 23 de junio de 2006: visita del Ministro de Asuntos Exteriores de Alemania, Frank-Walter Steinmeier
- 18 a 22 de septiembre de 2006: visita del presidente de Grecia, Karolos Papoulias
- 20 de julio de 2007: visita de la canciller de Alemania, Angela Merkel

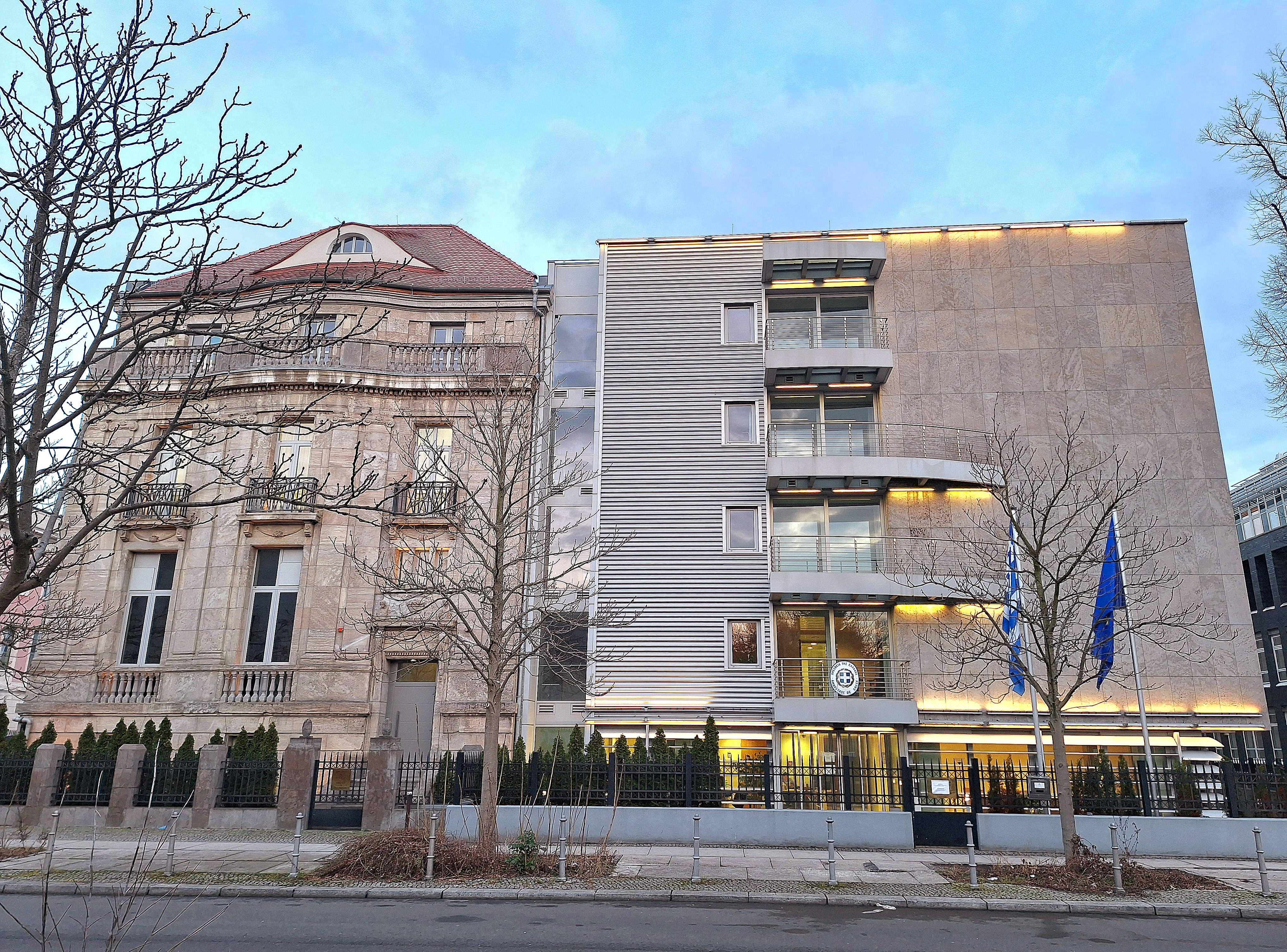
Embajada de Grecia en Berlín